# 奥布河畔阿尔西
奥布河畔阿尔西（法語：Arcis-sur-Aube，法語發音：[aʁsi syʁ ob]），法国中北部城市，大东部大区奥布省的一个市镇，隶属于特鲁瓦区，其市镇面积为9.5平方公里，2022年1月1日时人口数量为2,779人，在法国城市中排名第3,846位。
奥布河畔阿尔西位于奥布省北部，奥布河左岸，是一个区域性的工商业中心和公路枢纽。奥布河畔阿尔西因同名战役而闻名，法国大革命时期的政治家乔治·雅克·丹东出生于此。

## 地名来源

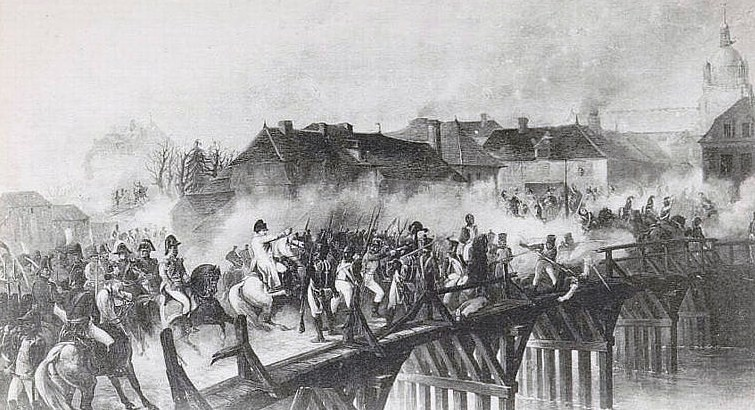
奥布河畔阿尔西战役

“阿尔西”一名最初于公元2世纪以的形式被记载。

## 历史
奥布河畔阿尔西历史上长期为奥布河畔的一处普通村落，中世纪时为香槟伯国的一块土地，蒙迪迪耶-鲁西家族曾在此建有宅邸。1546年，弗朗索瓦一世在此建立城墙，后在17世纪初的一场火灾中被毁。法国大革命后，奥布河畔阿尔西成为奥布省的一个市镇，并在1800至1926年间曾为一个副省会。1814年3月，奥地利将军卡尔一世·菲利普率领奥匈反法联军在此与拿破仑军队发生战役，史称“奥布河畔阿尔西战役”。工业革命期间，连接特鲁瓦和沙隆之间的铁路由此通过，现代则成为一个公路枢纽。

## 地理

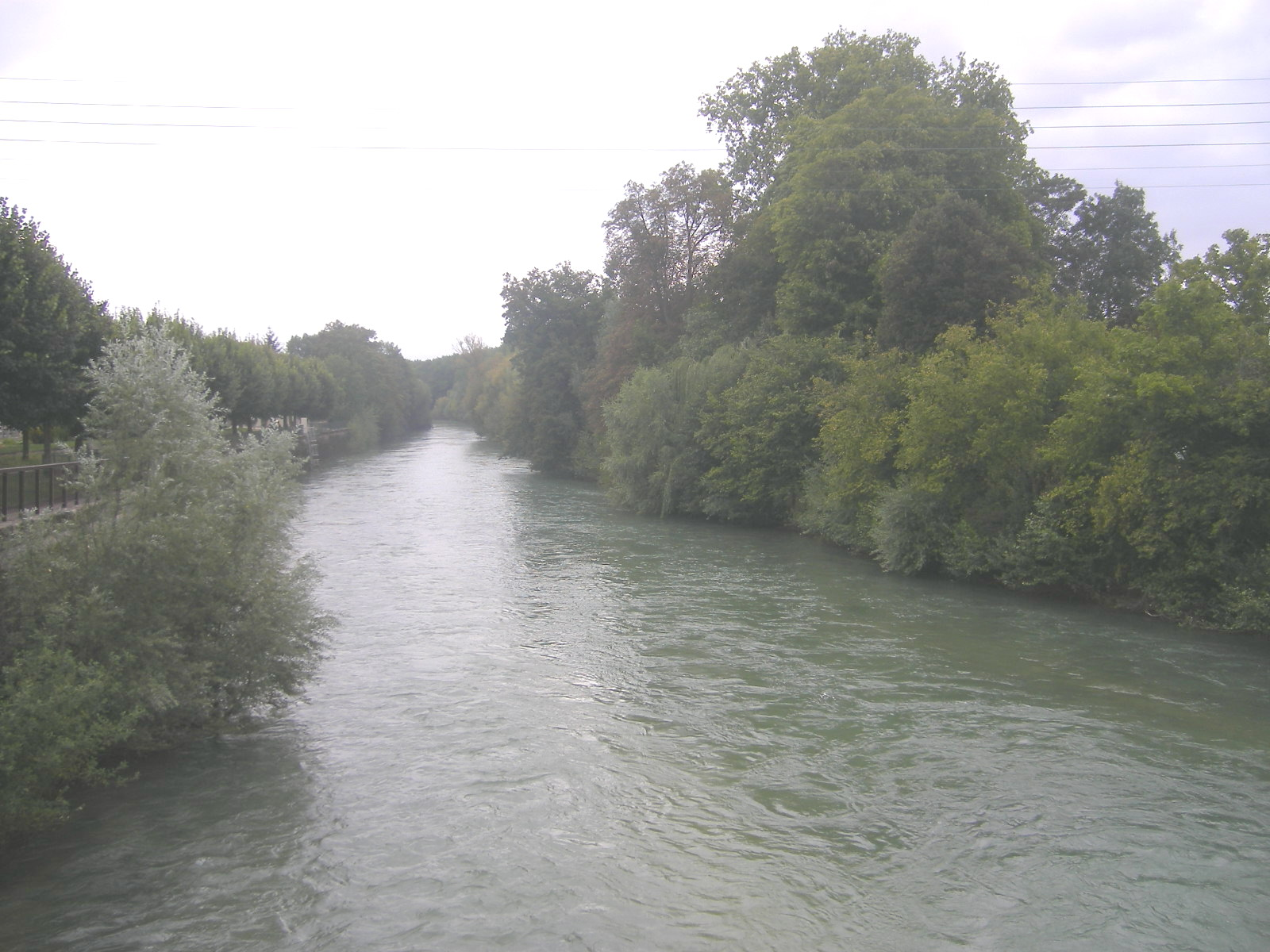
奥布河阿尔西段

奥布河畔阿尔西位于法国中北部偏东，大东部大区西南部和奥布省北部，距离省会特鲁瓦大约28公里。与奥布河畔阿尔西接壤的市镇包括：勒谢讷、诺宰、奥尔姆、圣艾蒂安-苏巴尔比斯、大托尔西、奥布河畔维莱特。

### 地形
奥布河畔阿尔西位于香槟平原腹地，境内地势平坦，南部地区有少量浅丘，全境海拔在85到124米之间。

### 水文
奥布河自东向西流经境内，其左岸支流吉伦特河（La Gironde）在此与其交汇，属于塞纳河水系。

### 植被
奥布河畔阿尔西属于温带落叶林区，林地广泛分布于奥布河两岸。

### 气候
奥布河畔阿尔西在柯本气候分类法中属于温带海洋性气候。

## 行政区划
奥布河畔阿尔西是法国大东部大区奥布省的一个市镇，编号为10006。奥布河畔阿尔西隶属于特鲁瓦区，管理奥布河畔阿尔西县，同时也是阿尔西-马伊-拉姆吕市镇公共社区的办公驻地。
法国国家统计与经济研究所（简称）在进行数据统计时，将奥布河畔阿尔西及相邻的大托尔西设为奥布河畔阿尔西城市区。同时，还将奥布河畔阿尔西市镇整体看作一个“块区”（IRIS）。

## 交通

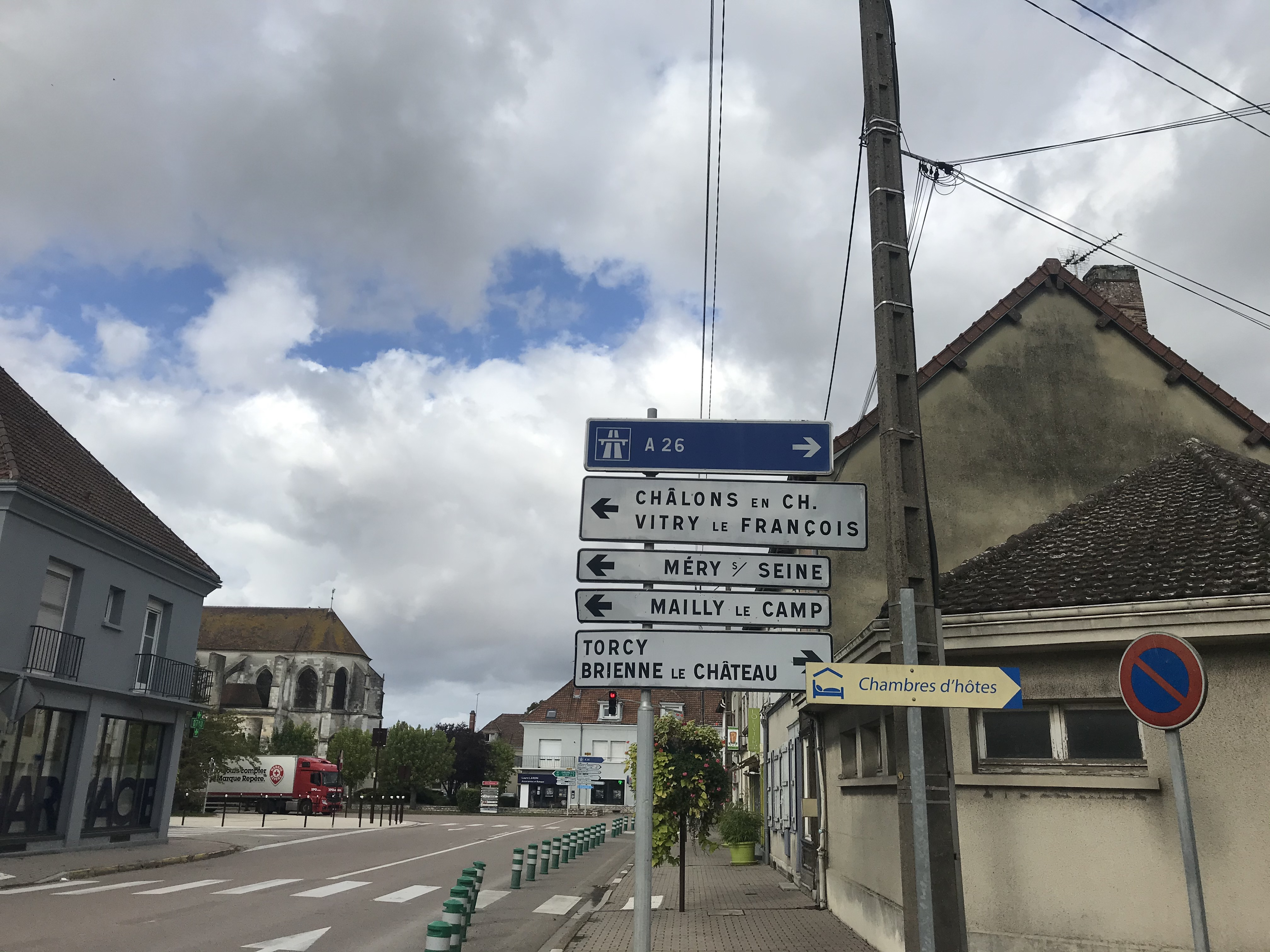
市中心的路牌

### 公路
A26高速公路从奥布河畔阿尔西东部的大托尔西境内经过，通过21号出入口（Vallée de l'Aube）连接市中心；此外多条奥布省省道在奥布河畔阿尔西境内交汇。大东部大区下属的城际客运提供巴士线路，可前往省会特鲁瓦以及沿途的部分市镇。
2017年，63.8%的奥布河畔阿尔西家庭拥有至少一辆的私人汽车。2018年，奥布河畔阿尔西境内共发生各类交通事故1起，造成1人受伤。

### 铁路
奥布河畔阿尔西位于科吕－桑斯铁路上，该铁路仅少量货运列车运行。

### 航空
距离奥布河畔阿尔西最近的民用航空站为巴黎瓦特里机场，距离奥布河畔阿尔西市中心的公路里程约30公里。

### 城市公共交通
奥布河畔阿尔西暂无城市公共交通系统。

## 政治
奥布河畔阿尔西的现任市长为夏尔·伊特莱尔先生（Charles Hittler），他是一名右翼无党派人士，在2020年的市政选举中获得了60.11%的支持率。
在2017年的法国总统大选中，法国民族阵线主席让-玛丽·勒庞在奥布河畔阿尔西获得了51.27%的支持率。

## 人口
2017年，奥布河畔阿尔西市镇人口数量为2,870，在法国排名第3,846位。其中男性1,342人，女性1,528人，75岁及以上人口占13.0%，外籍人口数量为635人，人口密度为302人/平方公里，当地居民被称为（男性）或（女性）。2018年，奥布河畔阿尔西境内出生25人，死亡人口40人。
| 年份   | 1936  | 1946  | 1954  | 1962  | 1968  | 1975  | 1982  | 1990  | 1999  | 2005  | 2010  | 2015  | 2017  |
| ------ | ----- | ----- | ----- | ----- | ----- | ----- | ----- | ----- | ----- | ----- | ----- | ----- | ----- |
| 人口數 | 2,455 | 2,176 | 2,617 | 2,856 | 3,213 | 3,390 | 3,216 | 2,855 | 2,841 | 2,993 | 3,011 | 2,822 | 2,870 |

## 经济
奥布河畔阿尔西是一个区域性的中心城市，当地共有各类用人单位379家，平均历史为17年，其中93.78%为中小型企业（PME）。房屋租售（Location et exploitation de biens immobiliers propres ou loués）、社会组织（Activités des autres organisations associatives）及健康（Autres activités pour la santé humaine）是当地企业数量最多的三个领域，分别占总注册用人单位数量的17.6%、7.5%和5.2%。

## 财政收入
2018年，奥布河畔阿尔西的财政收入总额为2,684,400欧元，财政支出总额为2,618,850欧元，当年的债务总额为2,524,190欧元。
2015年，奥布河畔阿尔西的人均收入总额为2,513欧元，其中高职人员为3,518欧元，普通职员为1,710欧元。
2017年，奥布河畔阿尔西境内的青壮年（15至64岁）失业率为20.1%，当地35.9%的家庭拥有纳税资格。

## 社会事务

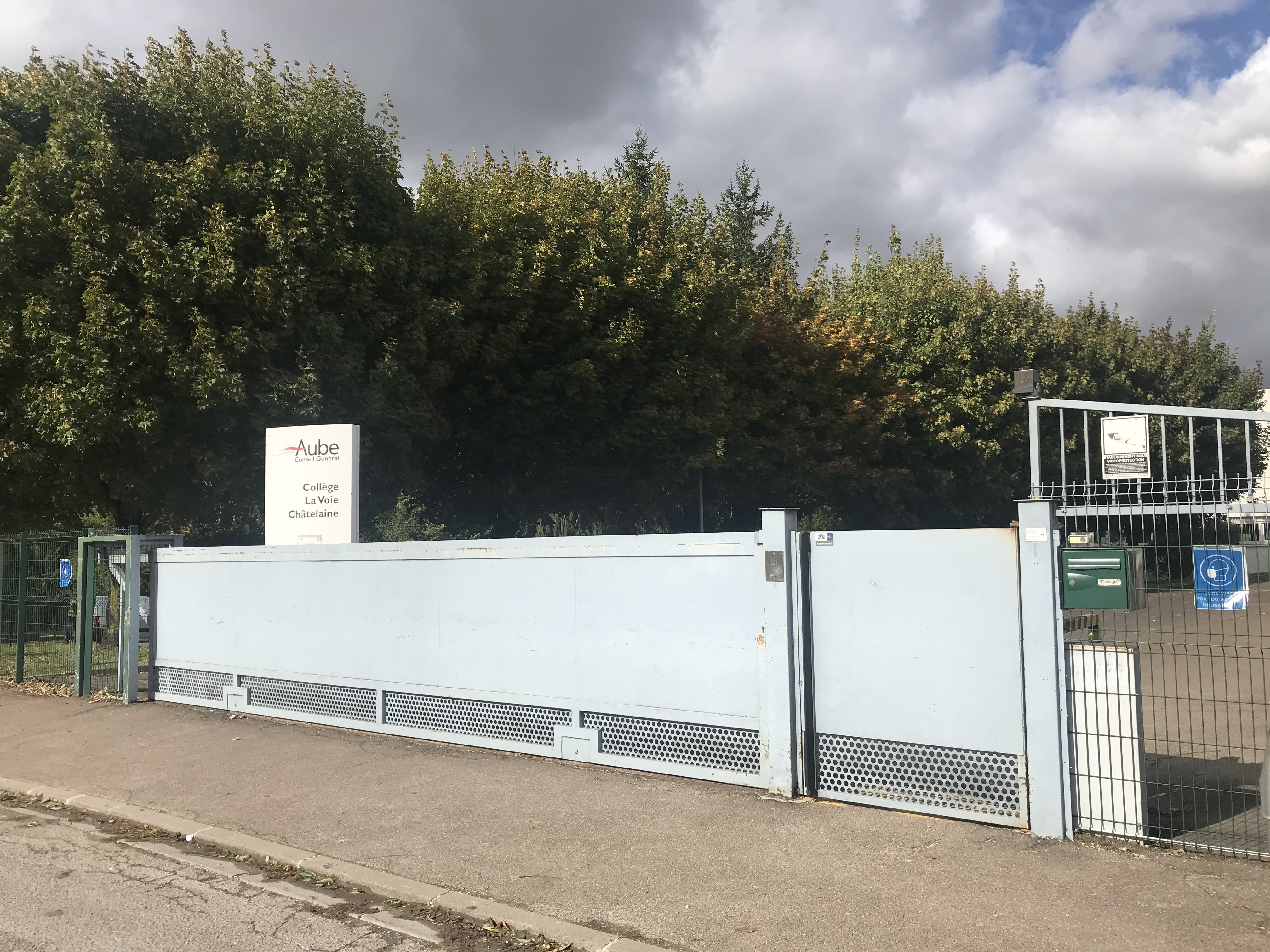
奥布河畔阿尔西的一处初级中学

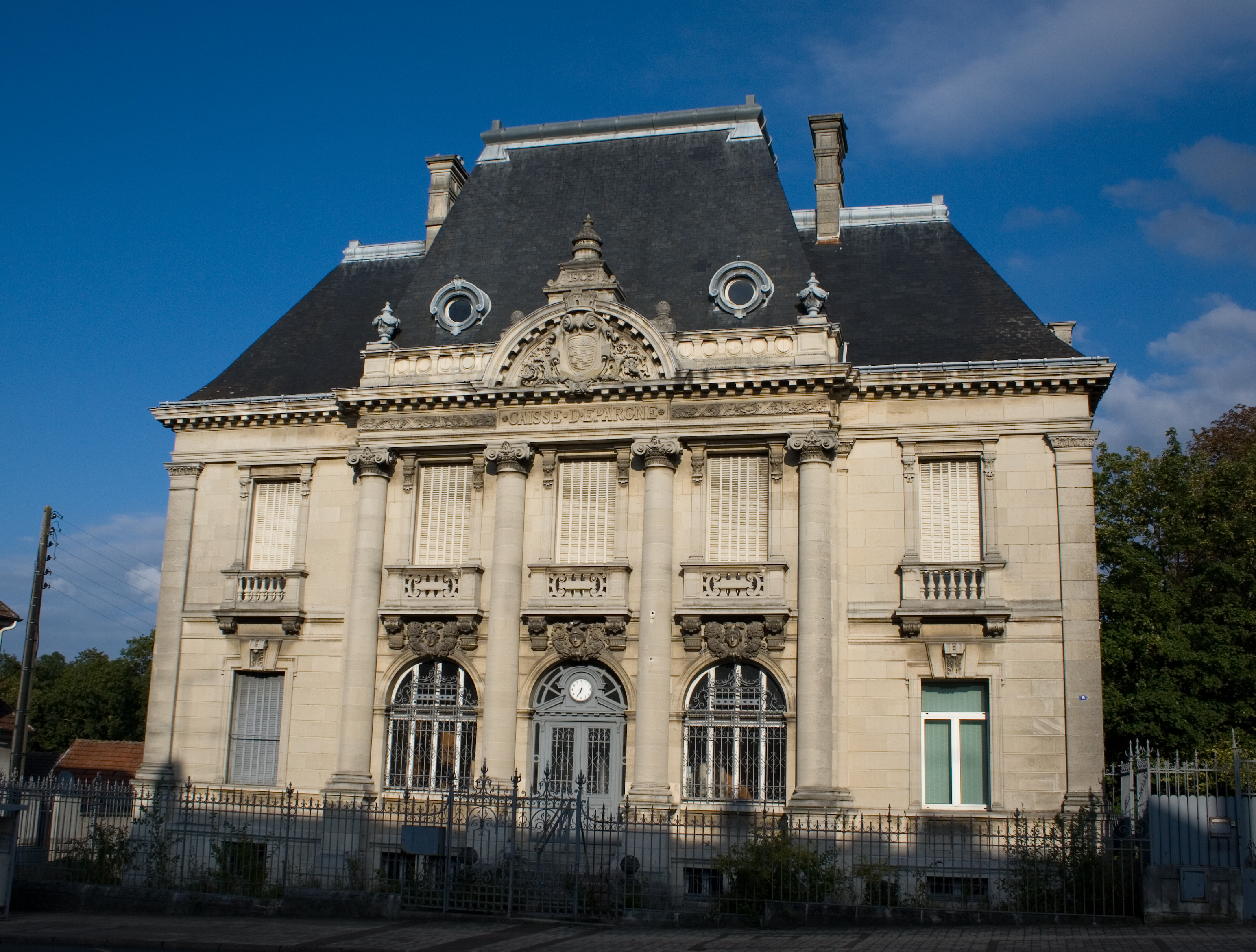
储蓄银行

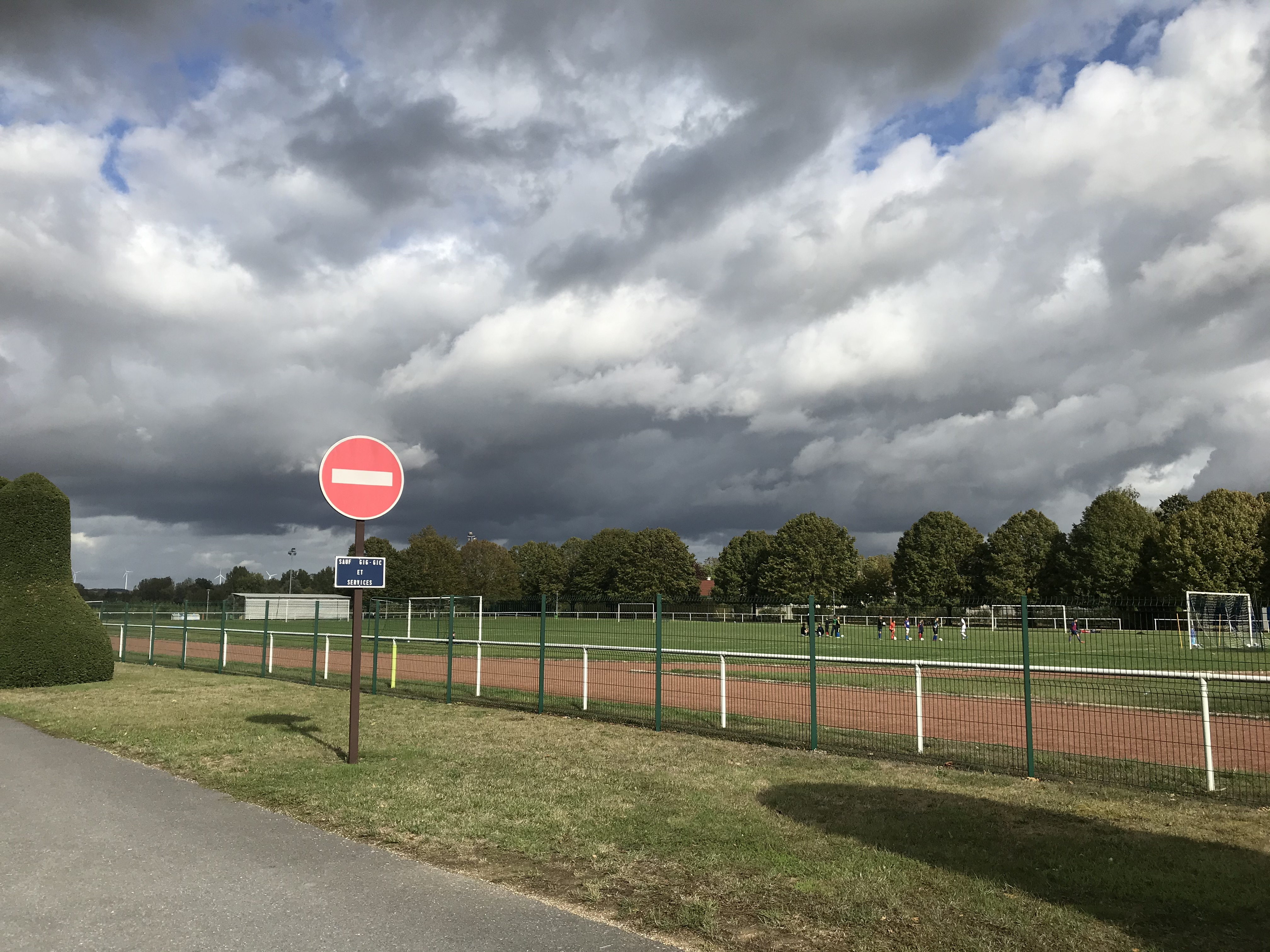
体育场

### 教育
奥布河畔阿尔西属于兰斯学区。截止2019年1月1日，奥布河畔阿尔西境内共有1所幼儿园、1所小学、1所初级中学和1所农业高中。2018至2019学年度，奥布河畔阿尔西境内共有在校中等教育阶段学生653名。

### 医疗
截止2019年1月1日，奥布河畔阿尔西境内共有全科医生4名、保健师6名、牙医4名、护士8名和助产士1名。境内共有药房3家和养老院1家。
奥布河畔阿尔西属于特鲁瓦中心医院（Centre Hospitalier de Troyes）的服务范围，后者是法国的一个区域性医疗机构，其前身为特鲁瓦伯爵神学院，该机构的主病区“西蒙娜·韦伊医院”（Hôpital Simone Veil）位于特鲁瓦市区南部，距离奥布河畔阿尔西大约36公里，该院设有床位627个，是当地规模最大的公立综合性医院。

### 住房
2017年，奥布河畔阿尔西境内共有各类住房1,667套，其中67.2%为独立式居民区，32.7%为集中式居民区。常住房屋占奥布河畔阿尔西市镇范围内居民建筑总量的90.1%。

### 商业
2018年，奥布河畔阿尔西境内共有各类实体商铺85家，其中餐厅8家、大型超市4家、面包房4家、肉铺5家、书店1家、银行门店4家、美容美发店6家、汽车维修店10家。市区东部建有开放式商业街区，当地有一个家乐福超市。

### 体育
2019年，奥布河畔阿尔西境内共有1家游泳池、1间体育馆、1座综合体育场、2处网球场、1处足球或橄榄球场以及3处篮球或排球场。
奥布河畔阿尔西体育俱乐部（Association sportive d'Arcis-sur-Aube）是当地的一支足球队，2020至2021赛季参加奥布省足球联赛。

### 环境
奥布河畔阿尔西的环境事务由其所属的公共社区负责。2018年，奥布河畔阿尔西境内暂无污染企业。

### 治安
2018年，奥布河畔阿尔西市镇范围内有1处宪兵队。
2014年，奥布河畔阿尔西及附近地区共发生各类案件2,434起，其中盗窃类案件1,590起，经济类案件249起，毒品交易类案件102起。

## 文化
2019年，奥布河畔阿尔西境内暂无文化设施。奥布河畔阿尔西市政府提供多媒体中心，向公众全年开放。

### 建筑
奥布河畔阿尔西境内有多处法国国家文物保护单位，其中奥布河畔阿尔西圣艾蒂安教堂、奥布河畔阿尔西城堡等为当地的代表性建筑物。

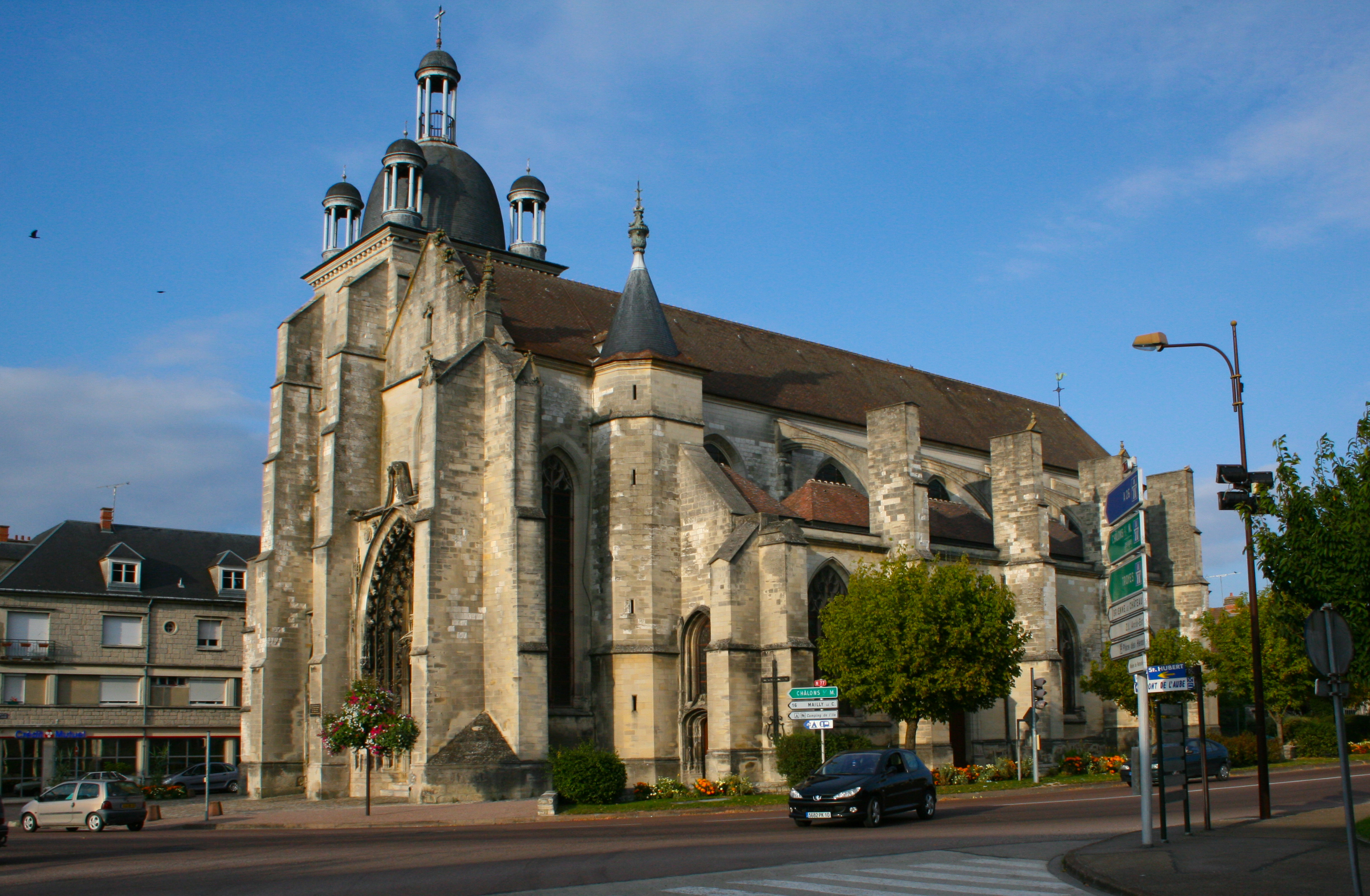
圣艾蒂安教堂（法语：Église Saint-Étienne d'Arcis-sur-Aube）
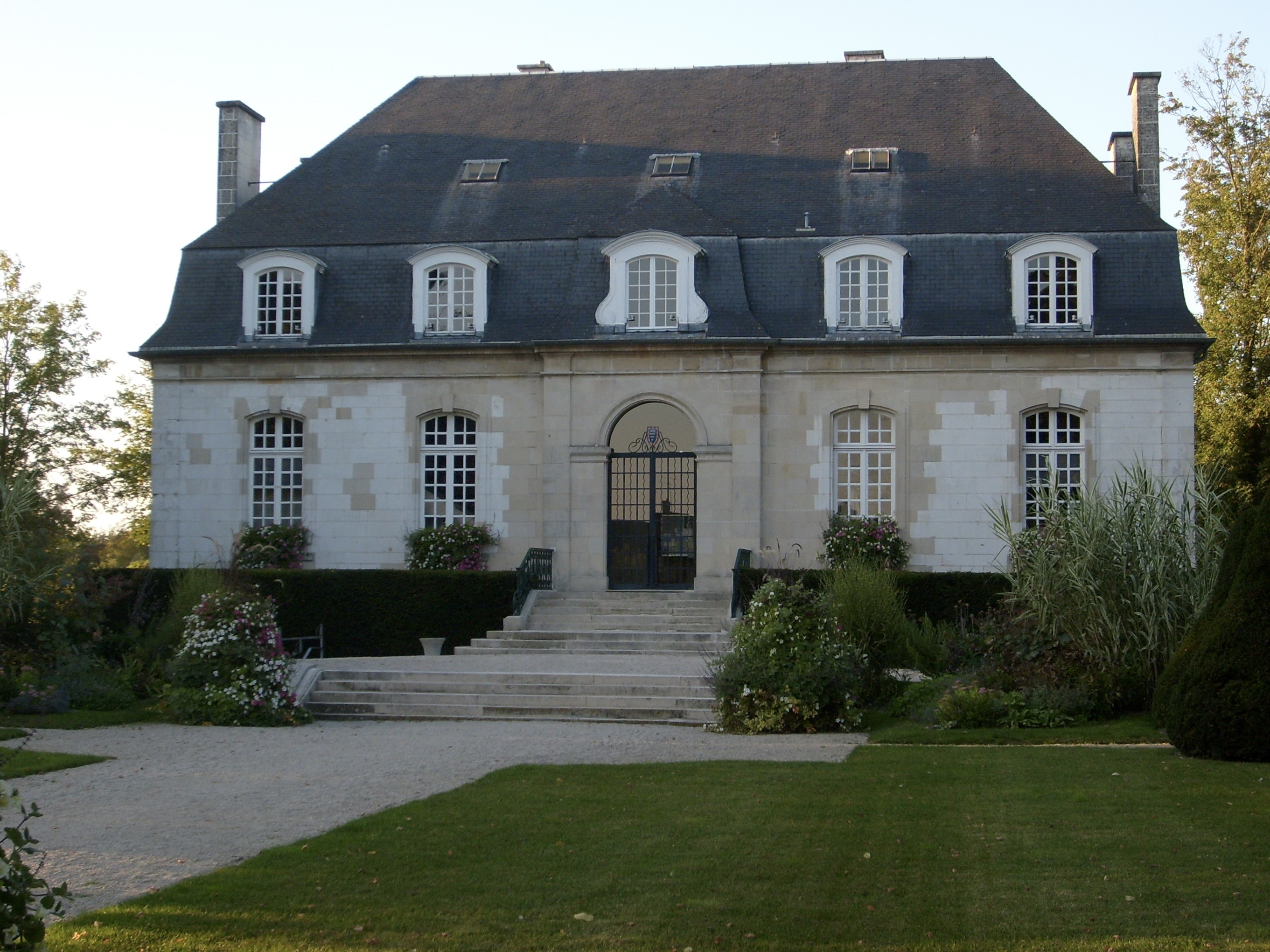
奥布河畔阿尔西城堡（法语：Château d'Arcis-sur-Aube）
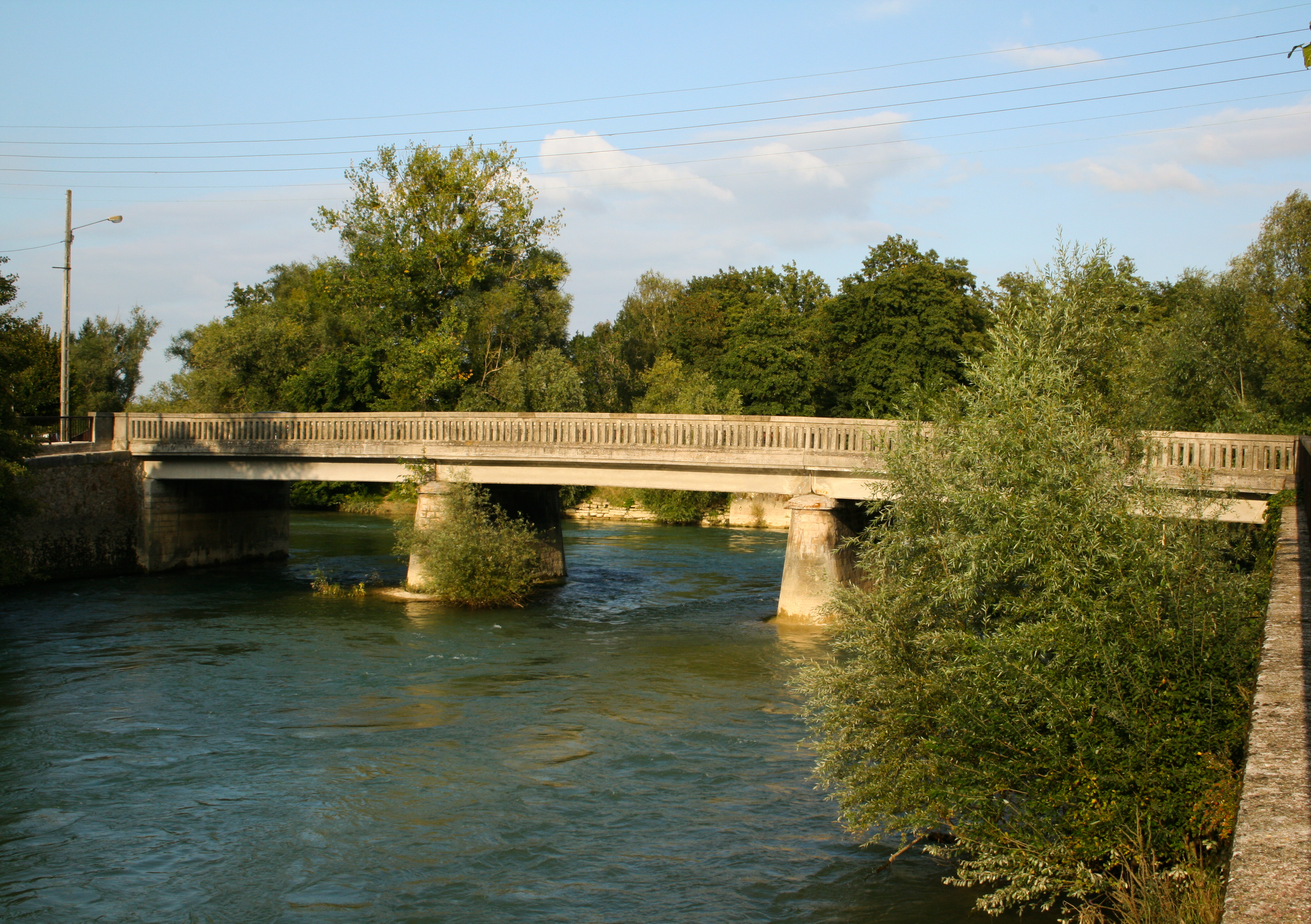
横跨奥布河的桥梁
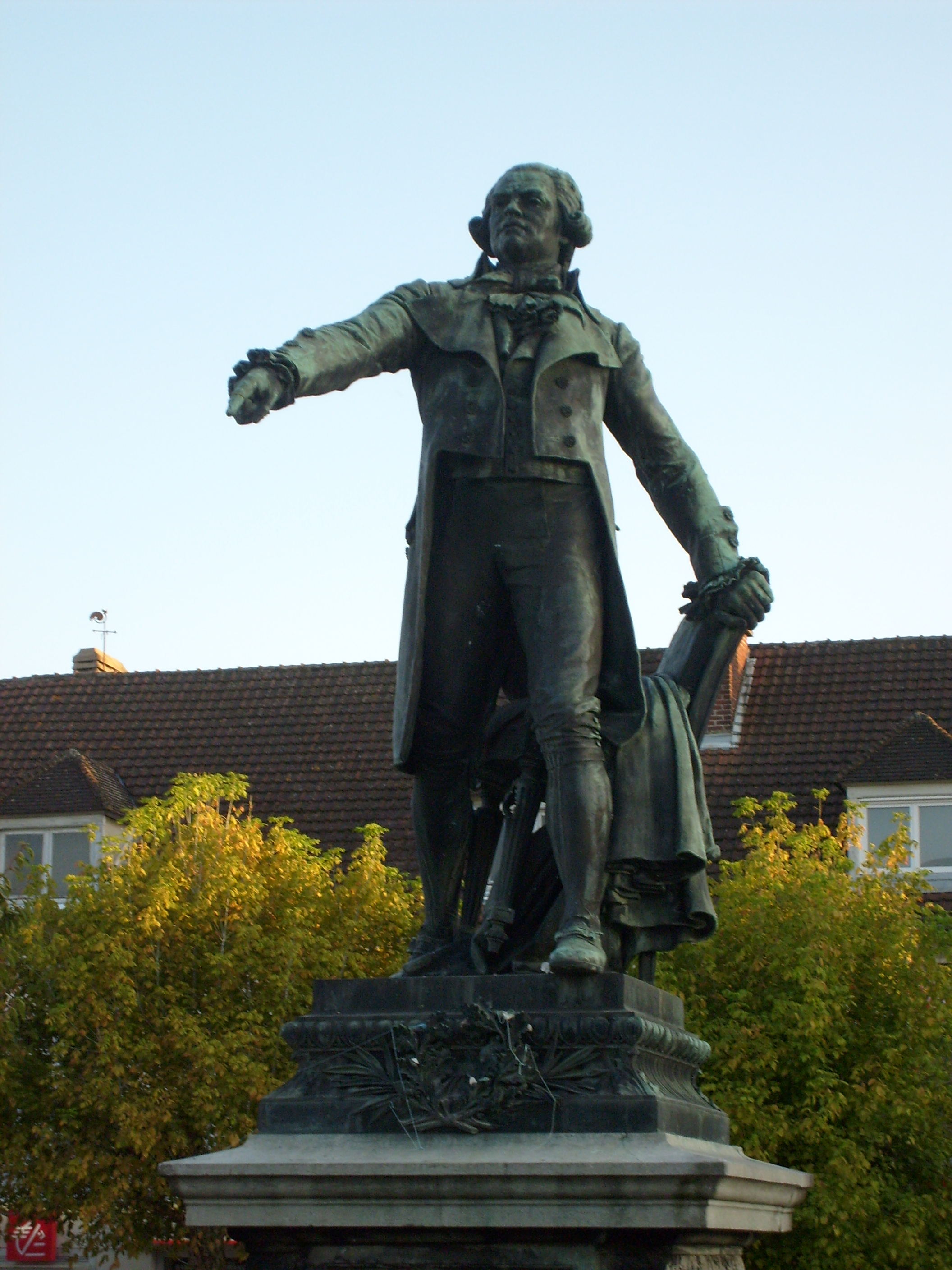
乔治·雅克·丹东雕像

### 旅游
奥布河畔阿尔西的旅游事务由其所属的公共社区负责。2020年，奥布河畔阿尔西境内共有1家宾馆共计10间房间；另有1个露营地，可容纳共55辆露营车。

### 媒体
法国主要的媒体均可在奥布河畔阿尔西接收，法国电视三台下属的大东部大区频道在部分时段播出奥布河畔阿尔西所属区域的地方新闻。

## 相关人物
法国大革命时期的军事和政治家乔治·雅克·丹东出生于奥布河畔阿尔西。

## 友好城市
截至2020年12月，奥布河畔阿尔西共与一座城市互为友好城市关系：
- 德国 戈马林根